# Liste der Museen im Landkreis Neu-Ulm
Die Liste der Museen im Landkreis Neu-Ulm gibt einen Überblick über aktuelle und ehemalige Museen im Landkreis Neu-Ulm in Bayern.

## Aktuelle Museen
| Gemeinde                 | Name                                           | Kurzbeschreibung | gegründet/ eröffnet | Träger                                                   | Standort                                    | Bild           | Link |
| ------------------------ | ---------------------------------------------- | --- | ------------------- | -------------------------------------------------------- | ------------------------------------------- | -------------- | ---- |
| Illertissen              | Bayerisches Bienenmuseum Illertissen           | Das aus einer privaten Sammlung entstandene Museum informiert über die Kulturgeschichte und Biologie der Honigbiene sowie die Imkerei und deren Produkte. In den Sommermonaten lässt sich im Schaubienenstock ein Bienenvolk beobachten.                                        | 1983                | Landkreis Neu-Ulm                                        | Vöhlinschloss                               |                |      |
| Illertissen              | Museum der Gartenkultur                        | Das Museum zeigt eine Sammlung historischer Gartengeräte und Museumsgärten im Freigelände. Es gibt eine Bibliothek mit historischer und moderner Gartenliteratur sowie ein Veranstaltungsprogramm.                                                                              | März 2013           | Stiftung Gartenkultur                                    | Jungviehweide                               |                |      |
| Illertissen              | Museum Illertissen                             | Die Dauerausstellung Geschichten und Geschichte im Schloss führt durch die Stadtgeschichte und stellt dabei Menschen aus der Vergangenheit und Gegenwart Illertissens in den Mittelpunkt.                                                                                       | 1910                | Stadt Illertissen                                        | Vöhlinschloss                               |                |      |
| Kellmünz an der Iller    | Archäologischer Park Kellmünz                  | Im Park sind rekonstruierte Mauerreste des Kastells Caelius Mons zu sehen. Die Ausstellung im Museumsturm befasst sich mit der Geschichte der römischen Provinz Raetien und den archäologischen Ausgrabungen in Kellmünz.                                                       |                     | Landkreis Neu-Ulm                                        | !548.1200785510.1266555 48.120078 10.126655 | weitere Bilder |      |
| Nersingen                | Museum für bildende Kunst im Landkreis Neu-Ulm | Das Museum zeigt in einer Dauerausstellung und wechselnden Sonderausstellungen zeitgenössische Kunst aus der Region. | 1999                | Landkreis Neu-Ulm und Sparkassenstiftung                 | Ehemaliges Bräuhaus                         |                |      |
| Neu-Ulm                  | Deutsches Eisenofenmuseum                      | Die mehr als 200 restaurierte historische Öfen umfassende Sammlung kann bis auf Weiteres nur virtuell besichtigt werden. |                     | Privat                                                   | Pfuhl                                       |                |      |
| Neu-Ulm                  | Edwin Scharff Museum                           | Das Kunstmuseum zeigt in einer ständigen Ausstellung Werke von Edwin Scharff und Ernst Geitlinger sowie wechselnde Sonderausstellungen. Das Kindermuseum bietet interaktive Ausstellungen zu gesellschaftsrelevanten, kulturgeschichtlichen und naturwissenschaftlichen Themen. | 13. Juni 1999       | Stadt Neu-Ulm                                            | Petrusplatz                                 | weitere Bilder |      |
| Neu-Ulm                  | Geologische Sammlung                           | Im Neu-Ulmer Rathaus sind Fossilien und Gesteinsproben zur erdgeschichtlichen Entwicklung des Ulmer und Neu-Ulmer Raums ausgestellt. |                     | Stadt Neu-Ulm                                            | 1. Stock des Rathauses                      |                |      |
| Neu-Ulm                  | Heimatmuseum Pfuhl                             | Das Museum befasst sich mit der dörflichen Lebens- und Arbeitswelt des späten 19. und 20. Jahrhunderts in der Region. Es finden Sonderausstellungen statt. | 1986                | Stadt Neu‑Ulm                                            | Ehemaliges Rathaus in Pfuhl                 |                |      |
| Neu-Ulm                  | Herr Zopf’s Friseurmuseum                      | Das aus einer Privatsammlung entstandene Museum zeigt historische und skurrile Exponate aus der Geschichte des Friseurhandwerks, darunter ein denkmalgeschützter Friseursalon.                                                                                                  | 7. Jan. 2013        | Deutsche Friseurakademie                                 | Orange Areal                                | weitere Bilder |      |
| Neu-Ulm                  | Holzschwanger Bauernmuseum                     | Die in einer Scheune gesammelten Gegenstände und Gerätschaften erinnern an das Leben und Arbeiten auf dem Dorf in früheren Zeiten. | 1997                | Privat                                                   | Holzschwang                                 |                |      |
| Neu-Ulm                  | Magirus Iveco Museum                           | Im Museum sind historische Feuerwehrfahrzeuge, Lastwagen und Omnibusse der Hersteller Magirus und Iveco ausgestellt. | 1999                | Magirus Iveco Museum e. V.                               | Ehemaliges Passigatti-Werk                  | weitere Bilder |      |
| Neu-Ulm                  | The Walther Collection                         | Die private Kunststiftung zeigt in drei Häusern internationale Ausstellungen historischer und zeitgenössischer Fotografie, Video- und Medienkunst. | Juni 2010           | Walther Family Foundation                                | Burlafingen                                 | weitere Bilder |      |
| Pfaffenhofen an der Roth | Hermann-Köhl-Museum                            | Die Ausstellung im Foyer des Rathauses erinnert an den Flugpionier und Pfaffenhofener Ehrenbürger Hermann Köhl. |                     | Marktgemeinde Pfaffenhofen                               | Rathaus Pfaffenhofen                        |                |      |
| Roggenburg               | Klostermuseum Roggenburg                       | Das Museum in der ehemaligen Prälatur befasst sich mit der Geschichte des Reichsstifts Roggenburg und des Prämonstratenserordens und zeigt Kunstschätze aus dem 17. und 18. Jahrhundert.                                                                                        | 8. Dez. 1991        | Landkreis Neu-Ulm                                        | Kloster Roggenburg                          |                |      |
| Weißenhorn               | Archäologisches Museum                         | Die archäologische Ausstellung zeigt vor- und frühgeschichtliche, mittelalterliche und neuzeitliche Funde sowie Münzfunde aus Weißenhorn und Umgebung. | 1979                | Stadt Weißenhorn und Förderkreis Archäologische Sammlung | Obergeschoss der Stadtbibliothek            |                |      |
| Weißenhorn               | Weißenhorner Heimatmuseum                      | Die kunst- und kulturgeschichtliche Ausstellung ist seit 2019 wegen Gebäudesanierung und Neugestaltung geschlossen. | 1908                | Stadt Weißenhorn                                         | Ehemaliges Woll- und Waaghaus am Oberen Tor |                |      |

## Ehemalige Museen
| Gemeinde | Name                           | Kurzbeschreibung | gegründet/ eröffnet | geschlossen/ aufgelöst | Träger           | Standort | Bild | Link |
| -------- | ------------------------------ | --- | ------------------- | ---------------------- | ---------------- | -------- | ---- | ---- |
| Neu-Ulm  | Archäologisches Museum Neu-Ulm | Das Zweigmuseum der Archäologischen Staatssammlung München zeigte archäologische Funde aus den Beständen des ehemaligen Heimatmuseums und der Prähistorischen Staatssammlung sowie Grabungsfunde der Kreisarchäologie. | 1994                | 2008                   | Freistaat Bayern |          |      |      |